# Aktaj (obwód amurski)
Aktaj (ros. Актай) – wieś w Rosji, w obwodzie amurskim, w rejonie szymanowskim. W 2010 liczyła 146 mieszkańców.